# René Aerts
René Alfons Aerts (Antwerpen, 3 januari 1937) is een voormalige Belgische basketballer. 

## Levensloop
Tijdens de jaren vijftig en zestig van de 20ste eeuw had René Aerts, die de bijnaam kreeg van de Belgische Hearlem Globetrotter, een belangrijk aandeel in de successen van de Antwerpse BBC (voormalige basketballploeg van het Stuivenbergplein in Antwerpen, stamnummer 49) en Standard de Liège, dat ook niet meer bestaat.
Aerts wordt wel beschouwd als een van de belangrijkste Belgische basketballers op zowel nationaal als internationaal vlak.

## Prestaties
- 7 x Belgisch kampioen (5 met Antwerpse BBC en 2 met Standard Luik).
- 3 x winnaar van de Beker van België (1 maal met Antwerpse BBC en 2 x met Standard Luik).
- 105 selecties voor de nationale Belgische ploeg.
- Beste schutter van België tijdens de kampioenschappen 1960-1961 en 1961-1962.
- Speler van het jaar tijdens het kampioenschap 1962-1963.
- 3e beste schutter van Europa tijdens de Europese kampioenschappen in Wrocław (1963).
- Europese preselectie voor de wedstrijd Real Madrid - Europa.
- Geklasseerd in 1964 door de Amerikanen bij de 10 beste spelers van Europa.
- Winnaar van het publiek sportreferendum in 1964 en 1965 voor basketball tezamen met Gaston Roelants (atletiek), Jean Nicolay (voetbal), Rik Van Steenbergen (wielrennen op de piste),  Rik Van Looy (wielrennen op de baan) en Bianchi (automobiel)
- Beste Belgische "assists-gever" tijdens het kampioenschap 1967-1968.
- Sinds 1969 rekordhouder van het meeste aantal punten (1211) voor de Belgische nationale ploeg.
- 6869 punten geschoord gedurende basketball loopbaan.
- Lid van verdienste van de Koninklijke Belgische Basketbalbond.